# Куцембув
Куцембув (пол. Kucębów) — село в Польщі, у гміні Бліжин Скаржиського повіту Свентокшиського воєводства.
Населення — 322 особи (2011).
У 1975-1998 роках село належало до Келецького воєводства.

## Демографія
Демографічна структура на день 31 березня 2011 року:
|          | Загалом | Допрацездатний вік | Працездатний вік | Постпрацездатний вік |
| -------- | ------- | ------------------ | ---------------- | -------------------- |
| Чоловіки | 160     | 33                 | 105              | 22                   |
| Жінки    | 162     | 31                 | 75               | 56                   |
| Разом    | 322     | 64                 | 180              | 78                   |